# 桃源街道 (七台河市)
桃源街道是中华人民共和国黑龙江省七台河市桃山区下辖的一个街道办事处。

## 行政区划
桃源街道下辖以下村级行政区划单位：
朝阳社区、运管社区。